# Artie Shaw
Arnold Jacob Arshawsky, conhecido como Artie Shaw, (Nova Iorque, 23 de maio de 1910 — Thousand Oaks, 30 de dezembro de 2004) foi um clarinetista de jazz estado-unidense, famoso por clássicos como Begin the Beguine e Oh, Lady Be Good.
Em 1940, Shaw participou do filme Second Chorus, estrelado por Fred Astaire e Paulette Goddard, no papel dele mesmo, e recebeu duas indicações ao Oscar pela Melhor Trilha Sonora e Melhor Canção (Love of My Life).
Sua autobiografia The Trouble With Cinderella: An Outline of Identity foi publicada em 1952 e, mais tarde, republicada em 1992 e em 2001.

## Biografia
Amplamente considerado como "um dos melhores clarinetistas do jazz",  Shaw liderou uma das big bands mais populares dos Estados Unidos no final dos anos 1930 até o início dos anos 1940. Embora tivesse vários recordes de sucesso, ele talvez fosse mais conhecido por sua gravação de 1938 de "Begin the Beguine", de Cole Porter. Antes do lançamento de "Beguine", Shaw e sua banda incipiente definharam em relativa obscuridade por mais de dois anos e, após seu lançamento, ele se tornou um grande artista pop em pouco tempo. O álbum eventualmente se tornou uma das gravações que definiram a era. Musicalmente inquieto, Shaw também foi um dos primeiros defensores do que ficou conhecido muito mais tarde como Terceira Corrente música, que mesclava elementos de formas e tradições clássicas e de jazz. Sua música influenciou outros músicos, como Monty Norman na Inglaterra, com o vamp do Tema de James Bond , possivelmente influenciado por "Nightmare" de 1938.
Shaw também gravou com pequenos grupos de jazz vindos das grandes bandas que liderava. Ele serviu na Marinha dos Estados Unidos de 1942 a 1944, período durante o qual liderou uma banda para aumentar o moral que viajou pelo Pacífico Sul. Após sua dispensa em 1944, ele voltou a liderar uma banda em 1945. Após a separação da banda, ele começou a se concentrar em outros interesses e gradualmente se retirou do mundo de músico profissional e celebridade importante, embora continuasse uma força no música popular e jazz antes de se aposentar completamente da música em 1954.

## Discografia
- You Do Something to Me, Vol. 2
- With Gratitude
- Temptation
- Nightmare
- -Night and Day
- Dance Hall Days: Sounds of the Big Bands, Vol. 2
- 2005 Centennial Collection [Japan Single Disc]
- 2003 Goodnight Angel
- 2002 Dancing on the Ceiling
- 1999 Live In 1938-1939, Vol. 1
- 1999 Live 1938-1939, Vol. 2
- 1963 Recreates His Great 1938 Band
- 1957 Any Old Time
- 1956 Did Someone Say Party?
- 1956 Both Feet in the Groove
- 1956 Back Bay Shuffle
- 1955 My Concerto
- 1955 Hour with Artie Shaw
- 1955 Artie Shaw Hour
- 1954 Sequence in Music
- 1954 Later Artie Shaw, Vol. 7
- 1954 Later Artie Shaw, Vol. 6
- 1954 Later Artie Shaw, Vol. 5
- 1954 I Can't Get Started
- 1954 Artie Shaw with Strings
- 1953 Later Artie Shaw, Vol. 4
- 1952 Four Star Favorites
- 1952 Artie Shaw Favorites
- 1950 Later Artie Shaw, Vol. 3
- 1950 Later Artie Shaw, Vol. 2
- 1950 Artie Shaw Plays Cole Porter
- 1949 Modern Music for Clarinet
- 1949 Artie Shaw Dance Program
- 1946 For You, for Me, Forever
- 1940 Artie Shaw at the Hollywood Palladium
- 1939 Live (1939), Vol. 4
- 1939 Live (1939)